# Anti-ruissellement
Une protection anti-ruissellement vise à protéger un matériel contre la pluie et les projections d'eau de toutes sortes. 

## Portée du terme
Ce terme est fréquemment rencontré dans le domaine photographique notamment, où l'on parle de matériel bénéficiant de « joints anti-ruissellement ». À la différence d'un matériel étanche, qui supporte une immersion totale plus ou moins profonde et prolongée, ce traitement ne permet pas l'immersion, mais protège des intempéries et des accidents résultant d'un travail dans un environnement aquatique (embruns en mer, par exemple). 

## Domaine d'application
Outre le matériel photographique, le terme s'applique de façon plus générale à du matériel électrique pour lequel il est souhaitable de disposer d'une protection contre humidité et ruissellement, tel que du matériel de détection.
Le terme proche de tropicalisation s'applique plutôt à la protection contre la chaleur, l'humidité et leurs conséquences, telles que moisissures et oxydation, alors qu'une protection anti-ruissellement va s'attacher à permettre au matériel (et notamment à un appareil ou un objectif photo) de résister à un ruissellement permanent, à de fortes pluies, et donc à permettre à un photographe professionnel de continuer à travailler dans de telles conditions sans protection particulière.

## Protection du matériel photographique
Pour permettre une protection anti-ruissellement, le matériel photographique a recours à des joints d'étanchéité internes et à une couronne caoutchoutée au niveau de la baïonnette. À cette protection peut s'ajouter un traitement répulsif contre empreintes digitales et taches d'eau sur la face avant d'un objectif (traitement Pentax), ou un revêtement à base de fluorite appliqué aux lentilles avant et arrière (certains objectifs de la série L chez Canon). Il peut également exister un joint souple pour assurer l'étanchéité de la baïonnette d'objectif comme sur les optiques haut de gamme de Nikon.